# Chrysoblephus laticeps
 Chrysoblephus laticeps és un peix teleosti de la família dels espàrids i de l'ordre dels perciformes.

## Morfologia
Pot arribar als 50 cm de llargària total.

## Distribució geogràfica
Es troba a les costes del sud-est de l'Atlàntic (des del nord de Namíbia fins al nord de KwaZulu-Natal -Sud-àfrica-) i a l'illa de Maurici.